# Lochmaeocles alboplagiatus
Lochmaeocles alboplagiatus är en skalbaggsart som beskrevs av Dillon 1946. Lochmaeocles alboplagiatus ingår i släktet Lochmaeocles och familjen långhorningar.
Artens utbredningsområde är Panama. Inga underarter finns listade i Catalogue of Life.